# Condado de Issaquena
O Condado de Issaquena é um dos 82 condados do estado norte-americano do Mississippi. A sua sede de condado é Mayersville, que é também a sua maior cidade.
O condado tem uma área de 1142 km² (dos quais 73 km² estão cobertos por água), uma população de 1406 habitantes, e uma densidade populacional de 1,23 hab/km² (segundo o censo nacional de 2010). O condado foi fundado em 1844 e o seu nome significa, numa língua ameríndia, "rio dos veados".
Um nativo famoso do condado foi o músico Muddy Waters (1913-1983). É o condado menos populoso do Mississippi.